# Crime Cities
Crime Cities – gra komputerowa stworzona i wydana przez firmę Techland, polskie i światowe wydanie tej gry przypadło na 30 września 2000 roku.

## Fabuła
Akcja gry toczy się w trójwymiarowym mieście przyszłości. Garm Tiger, ziemski policjant którego zdradzili jego ludzie, zostaje rzucony w świat zbrodni i korupcji. Jego przeznaczeniem jest uwolnić wszechświat od wszelkiego rodzaju plugastwa. Garm wyrusza do systemu planetarnego o nazwie „Pandemia”,  aby zniszczyć organizacje mafijne, które przejęły tam całkowitą kontrolę.

## Rozgrywka
W grze do wykonania jest ponad 100 różnych misji. W trybie gry dla pojedynczego gracza do dyspozycji są trzy pojazdy oraz 23 rodzaje broni. W grze wieloosobowej można wybierać spośród 17 różnych pojazdów.